# Ludwig Pietsch

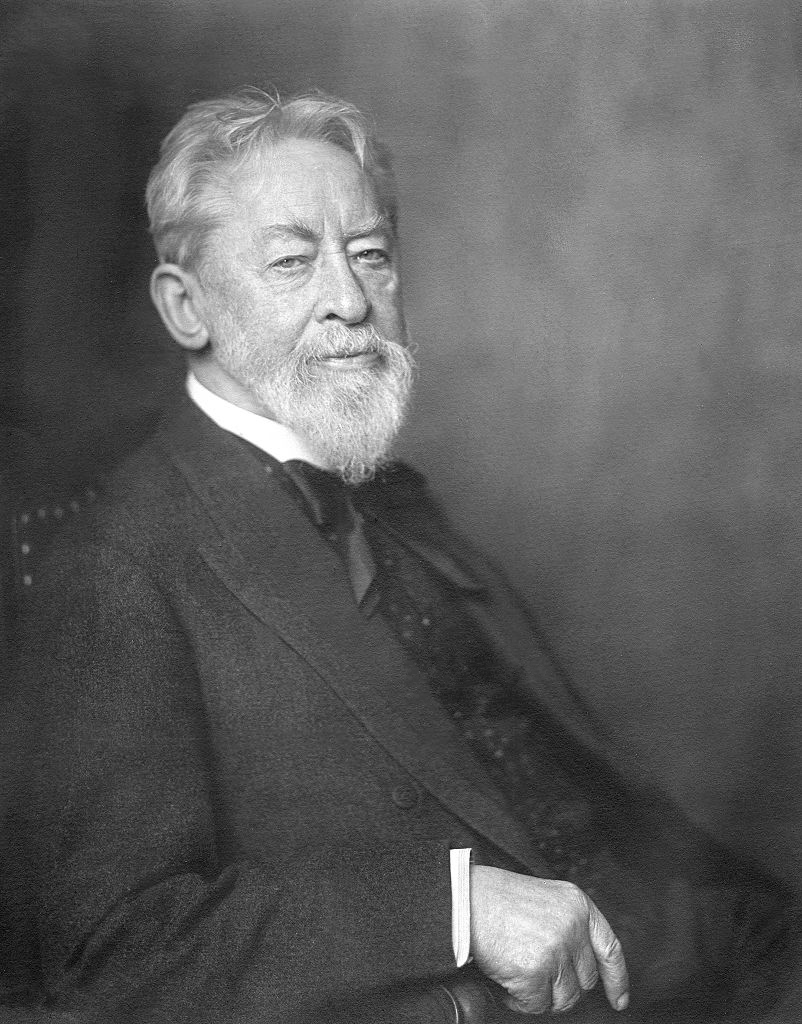
Ludwig Pietsch.

Ludwig Pietsch, född den 25 december 1824 i Danzig, död den 27 november 1911 i Berlin, var en tysk författare och tecknare. 
Pietsch studerade från 1841 vid konstakademien i Berlin, gjorde sig först känd som illustratör, men blev sedan huvudsakligen författare. Han skrev omtyckta reseskildringar: Aus Welt und Kunst (1867), Orientfahrten (1870), Von Berlin bis Paris (krigsbilder, 1871) med flera, monografier över Knaus (1896) och Herkomer (1901) och de självbiografiska skildringarna Wie ich Schriftsteller geworden bin (1893-94), Aus der Heimat und der Fremde (1903) och Aus jungen und alten Tagen (1904). Som kritiker hade Pietsch ett ganska stort inflytande.